# Patrik Reuterswärd (1885–1963)
Patrik Carl Reinhold Reuterswärd, född 27 februari 1885 i Lännäs, Örebro län, död 3 augusti 1963, var en svensk diplomat.

## Biografi
Han avlade juris utriusque kandidatexamen i Uppsala 1907 och blev attaché vid Utrikesdepartementet samma år. Reuterswärd tjänstgjorde vid generalkonsulatet i New York 1908, vid beskickningen i Paris 1909-1910, var andre sekreterare vid UD 1912, förste sekreterare 1913 och tillförordnad legationssekreterare i Tokyo och Peking 1911–1914. Han var tillförordnad charge d'affaires i Tokyo 1912 och 1913, tillförordnad generalkonsul och konsulatdomare i Shanghai 1914 samt tjänstgjorde i UD 1914–1918. Reuterswärd var tillförordnad chef för rättsavdelningen 1917, biträdande sekreterare vid nordiska ministermötet i Stockholm 1917, sekreterare vid svenska handelsdelegationen i Washington, D.C. 1917–1918 och tillförordnad extra avdelningschef i UD 1918.
Han var tillförordnad charge d'affaires i Kristiania 1918, förste legationssekreterare i Köpenhamn 1918, tillförordnad charge d'affaires 1918 och 1919 samt tillförordnad förste legationssekreterare i Berlin 1919–1921. Reuterswärd var Sveriges representant vid Oderkommissionen i Breslau 1920, tillförordnad charge d'affaires i Berlin 1920 och 1921 samt legationsråd i London 1921. Han var därefter tillförordnad charge d'affaires 1922, 1923 och 1924, legationsråd i Bern, Wien och Budapest samt tillförordnad charge d'affaires i Wien 1924–1928. Reuterswärd var envoyé i Riga, Tallinn och Kaunas 1928–1935 samt envoyé i Bukarest och Sofia 1935–1949.
Patrik Reuterswärd var son till överstelöjtnant Carl Reuterswärd och friherrinnan Rosa von Ungern-Sternberg. Han gifte sig 1913 med Karin Herdin (1889–1981), dotter till rådmannen Wilhelm Herdin och Augusta Bexelius. De var föräldrar till Carl Vilhelm Patrik (1914–1989), till Reinhold Patrik Oscar (1916–1984), till Erik August Patrik (1917–2002) samt till tvillingsönerna Patrik Anders Adolf (1922–2000) och Gösta Fredrik Patrik (1922–1989).

## Utmärkelser
Reuterswärds utmärkelser:
- Minnestecken med anledning av Konung Gustaf V:s 70-årsdag (GV:sJmt)
- Kommendör med stora korset av Nordstjärneorden (KmstkNO) 1938 [6]
- Kommendör av 1. klass av Nordstjärneorden (KNO1kl)
- Storkorset av Lettiska Tre stjärnors orden (StkLettSO)
- 2. klass av Ungerska förtjänstkorset med kraschan (UngFK2klmkr)
- Kommendör av 1. klass av Österrikiska Hederstecknet (KÖHT1kl)
- Kommendör av 2. klass av Storbritanniska Victoriaorden (KStbVO2kl)
- Riddare av Danska Dannebrogsorden (RDDO)
- 4. klass av Japanska Spegelorden eller Helgade skattens orden (JHSO4kl)
- 4. klass av Japanska Uppgående solens förtjänstorden (USO4kl)